# Cyrtolabulus
Cyrtolabulus är ett släkte av steklar.
Cyrtolabulus ingår i familjen Eumenidae.

## Dottertaxa tillCyrtolabulus, i alfabetisk ordning[1]
- Cyrtolabulus arcuatus
- Cyrtolabulus bekilyensis
- Cyrtolabulus bimaculatus
- Cyrtolabulus caputabnormis
- Cyrtolabulus carbonarius
- Cyrtolabulus conspicuus
- Cyrtolabulus elbanus
- Cyrtolabulus eremicus
- Cyrtolabulus exiguus
- Cyrtolabulus finitimus
- Cyrtolabulus garambensis
- Cyrtolabulus gracilis
- Cyrtolabulus grossepunctatus
- Cyrtolabulus interstitialis
- Cyrtolabulus iranus
- Cyrtolabulus madli
- Cyrtolabulus metatarsalis
- Cyrtolabulus minoicus
- Cyrtolabulus mochii
- Cyrtolabulus nigerrimus
- Cyrtolabulus occidentalis
- Cyrtolabulus pedunculatus
- Cyrtolabulus punctatus
- Cyrtolabulus rauschi
- Cyrtolabulus reichli
- Cyrtolabulus rhodensiensis
- Cyrtolabulus rhombicus
- Cyrtolabulus saharensis
- Cyrtolabulus sexspinosus
- Cyrtolabulus socotrae
- Cyrtolabulus soikai
- Cyrtolabulus sollicitus
- Cyrtolabulus spinithorax
- Cyrtolabulus striaticlypeus
- Cyrtolabulus suavis
- Cyrtolabulus suboscurus
- Cyrtolabulus syriacus
- Cyrtolabulus transversus
- Cyrtolabulus tussaci
- Cyrtolabulus ulricae
- Cyrtolabulus yunnanensis
- Cyrtolabulus zarudnyi
- Cyrtolabulus zavattari
- Cyrtolabulus zethiformis